# Factor acéntrico
El factor acéntrico se define como un parámetro necesario para calcular el factor de compresibilidad de un gas, este mide la desviación en la presión de vapor de un compuesto, respecto a gases nobles como el criptón, xenón y argón (también llamados fluidos simples) para los cuales el factor acéntrico toma el valor de cero.

## Definición
El factor acéntrico se define matemáticamente como
{\displaystyle \omega =-1-\log \left(P_{\mathrm {r} }^{\mathrm {sat} }(T_{\mathrm {r} }=0,7)\right)}
donde
- {\displaystyle \scriptstyle \omega } es el factor acéntrico;
- {\displaystyle \scriptstyle T_{\mathrm {r} }={\frac {T}{T_{\mathrm {c} }}}} es la temperatura reducida;
- {\displaystyle \scriptstyle T} es la temperatura;
- {\displaystyle \scriptstyle T_{\mathrm {c} }} es la temperatura crítica;
- {\displaystyle \scriptstyle P_{\mathrm {r} }^{\mathrm {sat} }={\frac {P^{\mathrm {sat} }}{P_{\mathrm {c} }}}} es la presión de vapor (o saturación) reducida;
- {\displaystyle \scriptstyle P^{\mathrm {sat} }} es la presión de vapor del compuesto;
- {\displaystyle \scriptstyle P_{\mathrm {c} }} es la presión crítica.

Es entonces que el factor acéntrico mide la no-esfericidad de la molécula cuando se trata de moléculas no polares, por ejemplo, hidrocarburos: un incremento en la longitud de la cadena (aumento de la no-esfericidad) produce un apartamiento en el valor de la presión reducida del compuesto. Como es lógico, este apartamiento es mínimo en el metano entre los hidrocarburos. El apartamiento también es pequeño para moléculas pequeñas y que son aproximadamente esféricas como oxígeno y nitrógeno moleculares.
Sin embargo, la definición abarca tanto compuestos polares como alcoholes, cetonas o incluso agua. En estos casos, la desviación en la presión de vapor se debe no solo a la forma de la molécula, sino a las interacciones específicas entre ellas como dipolo-dipolo o puente de hidrógeno.

## Usos

### Cálculos de presión de vapor
El factor acéntrico puede ser utilizado para hacer cálculos aproximados de la presión de vapor. De la definición matemática se nota, que la presión de vapor reducida de un gas noble es aproximadamente 1, cuando la temperatura reducida es 0,7. Con esto se intuye que conociendo las propiedades críticas de un compuesto y su factor acéntrico, se tiene un punto de la curva de presión de vapor.
Integrando la relación de Clausius-Clapeyron:
{\displaystyle {\frac {\mathrm {d} P^{\mathrm {sat} }}{\mathrm {d} T}}={\frac {\Delta H_{\mathrm {lv} }}{T\Delta V_{\mathrm {m} }}}}
suponiendo que 
- la entalpía de cambio de fase, {\displaystyle \scriptstyle \Delta H_{\mathrm {lv} }}, es constante;
- que el volumen molar del líquido es mucho menor que el del vapor, haciendo que la variación entre los volúmenes de las fases {\displaystyle \scriptstyle \Delta V_{\mathrm {m} }}, sea aproximada mente igual al volumen molar del vapor, {\displaystyle \scriptstyle V_{\mathrm {m,vap} }} y;
- que este vapor se comporta como un gas ideal: {\displaystyle \scriptstyle V_{\mathrm {m,vap} }={\frac {RT}{P^{\mathrm {sat} }}}}

se tiene
{\displaystyle {\frac {\mathrm {d} P^{\mathrm {sat} }}{P^{\mathrm {sat} }}}={\frac {\Delta H_{\mathrm {lv} }}{R}}{\frac {\mathrm {d} T}{T^{2}}}}
e integrando entre una presión de referencia, {\displaystyle \scriptstyle (T_{0},P_{0})}, y una punto de la curva de presión de vapor cualquiera, {\displaystyle \scriptstyle (T,P^{\mathrm {sat} })}
{\displaystyle \ln \left({\frac {P^{\mathrm {sat} }}{P_{0}}}\right)={\frac {\Delta H_{\mathrm {lv} }}{R}}\left({\frac {1}{T}}-{\frac {1}{T_{0}}}\right)}
Esta ecuación es fácilmente reescrita como una versión simplificada de la ecuación de Antoine. Si se toma el punto crítico como referencia, se intercambia logaritmo natural por decimal y se utiliza el valor del factor acéntrico para definir el punto {\displaystyle \scriptstyle (0,7T_{\mathrm {c} },10^{-1-\omega }P_{\mathrm {c} })}, el resultado final es
{\displaystyle \log \left(P_{\mathrm {r} }^{\mathrm {sat} }\right)={\frac {7}{3}}(\omega +1)\left(1-{\frac {1}{T_{\mathrm {r} }}}\right)}
Esta ecuación es muy buena para estimaciones rápidas de la presión de vapor. Sin embargo se debe entender que se trata de una aproximación. En general da buenos resultados arriba de {\displaystyle \scriptstyle T_{\mathrm {c} }} = 0,5; pero el error puede incrementarse por debajo de los 2 bar.